# Canton du Mans-Centre
Le canton du Mans-Centre est une ancienne division administrative française située dans le département de la Sarthe et la région Pays de la Loire.

## Géographie
Situé au cœur du Mans, il était délimité par la Sarthe et comprenait le centre-ville avec la mairie, la cathédrale, le musée, les rues commerçantes et les grands magasins.

## Représentation

### Conseillers généraux du canton du Mans-Centre (1967 à 2015)
Canton créé en 1967 (décret du 8 août 1967), en divisant les anciens cantons du Mans (1er, 2e et 3e), qui dataient de 1833.
| Période | Période | Identité            | Étiquette    | Qualité |
| ------- | ------- | ------------------- | ------------ | --- |
| 1967    | 1973    | Jean-Yves Chapalain | UDR          | Inspecteur principal des Contributions Indirectes, ancien sénateur-maire puis député-maire du Mans              |
| 1973    | 2004    | Jacques Dorise      | DVD puis UDF | Industriel au Mans, conseiller municipal du Mans (1983-1995), Député suppléant de Gérard Chasseguet (1981-1986) |
| 2004    | 2015    | Véronique Rivron    | DVD puis UMP | Conseillère municipale du Mans, élue en 2015 dans le canton du Mans-3                                           |

Le canton participe à l'élection du député de la première circonscription de la Sarthe.

### Conseillers généraux de l'ancien premier canton du Mans (de 1833 à 1967)
| Période         | Période      | Identité                                           | Étiquette                         | Qualité |
| --------------- | ------------ | -------------------------------------------------- | --------------------------------- | --- |
| 1833            | 1848         | Louis Basse                                        | Conservateur                      | Juge de paix puis avoué, maire du Mans (1830-1839), député (1837-1846)                                                                                         |
| 1848            | 1852         | M. Richard                                         |                                   | Propriétaire au Mans |
| 1852            | 1865         | Louis Joseph Ferdinand Gasselin-Duverger           |                                   | Propriétaire, maire de Chantenay |
| 1865            | 1874         | Michel Vétillart                                   | Centre droit                      | Manufacturier, maire de Pontlieue (1860-1865), adjoint au maire du Mans, président du conseil des prudhommes du Mans, député (1871-1876), sénateur (1876-1882) |
| 1874            | 1880         | Anselme Rubillard                                  | Indépendant                       | Ancien expert-géomètre, propriétaire, maire du Mans (1870-1873,1876-1877,1878), député (1876-1882 et 1893-1902)                                                |
| 1880            | 1884 (décès) | Michel Vétillart                                   | Centre droit                      | Manufacturier, maire de Pontlieue (1860-1865), adjoint au maire du Mans, président du conseil des prudhommes du Mans, député (1871-1876), sénateur (1876-1882) |
| 1884            | 1904         | Anselme Rubillard                                  | Indépendant                       | Ancien expert-géomètre, propriétaire, maire du Mans (1870-1873,1876-1877,1878 et 1888-1900), député (1876-1882 et 1893-1902), sénateur (1882-1891)             |
| 1904            | 1922         | Ernest Fouché                                      | Entente républicaine démocratique | Ingénieur des Arts et Manufactures, maire de Saint-Saturnin, député (1902-1906 et 1919-1924)                                                                   |
| 1922            | 1940         | Georges Moulières                                  | URD                               | Avocat au Mans, conseiller d'arrondissement, nommé membre de la Commission administrative départementale en 1941, nommé conseiller départemental en 1943       |
|                 |              |                                                    |                                   | |
| 1945            | 1949         | Xavier Mordret                                     | MRP                               | Médecin au Mans, ancien conseiller d'arrondissement |
| 1949            | 1961         | André Gaubert                                      | RPF puis RS puis UNR              | Industriel - Premier adjoint au maire du Mans, député (1951-1955)                                                                                              |
| 1961            | 1965 (décès) | Jacques Dubois (1920-1965)                         | MRP                               | Médecin gastro-entérologue au Mans |
| 10 octobre 1965 | 1967         | Christiane Dubois (épouse du précédent, 1923-2010) | DVD                               | Assistante sociale au Mans |

### Conseillers d'arrondissement du premier canton du Mans (de 1833 à 1940)
| Période                                  | Période | Identité                   | Étiquette | Qualité |
| ---------------------------------------- | ------- | -------------------------- | --------- | --- |
| 1833                                     |         | M. Laroche                 |           | Président du tribunal de commerce du Mans                                                                   |
|                                          |         |                            |           | |
| 25 déc. 1910                             | 1922    | Georges Moulière           | Droite    | Avocat au Mans                                                                                              |
|                                          |         |                            |           | |
| 1925                                     | 1934    | François Saudubray         | PDP       | Industriel, député (1927-1928 et 1936-1942), élu en 1934 conseiller général du 2e canton du Mans            |
| 1934                                     | 1937    | Paul Goussu                | PDP       | Industriel, député (1936-1940), négociant au Mans, élu en 1937 conseiller général du canton de Loué         |
| 1937                                     | 1940    | Xavier Mordret (1891-1985) | PDP       | Médecin au Mans, interne des hôpitaux de Paris                                                              |
| 1940                                     |         |                            |           | Les conseils d'arrondissement ont été suspendus par la loi du 12 octobre 1940 et n'ont jamais été réactivés |
| Les données manquantes sont à compléter. |         |                            |           | |

## Composition
Le canton du Mans-Centre défini en 1982 contenait une partie de la commune du Mans et comptait 20 744 habitants (population municipale 2012). La partie du Mans comprise dans ce canton était délimitée par « l'axe des voies ci-après : au nord, avenue Bollée, rue de Flore, boulevard du Général-de-Négrier, rue des Maillets (jusqu'à la place de la Croix-de-Pierre), avenue de Paderborn, rue Robert-Triger (jusqu'à la place Saint-Vincent), rue Henri-Delagenière, rue Saint-Barbe, rue Poitevin ; à l'ouest par la Sarthe (de l'ancien pont du Moulin-à-Carton à la rue Tahureau) et par l'axe des voies suivantes : rue Tahureau, rue Denfert-Rochereau, rue du Wilbur-Wright, rue de Vaux, rue de la Verrerie, rue du Petit-Saint-Pierre-et-Godard, escalier des Boucheries, rue des Boucheries, place de l'Éperon (jusqu'à la place du Marché), rue Barbier, rue du Pont-de-Fer (jusqu'à la Sarthe) et par la Sarthe (jusqu'à la ligne de chemin de fer) ; au sud, par la voie ferrée Paris-Le Mans ».
| Communes                                                                                  | Population (2012) | Code postal | Code Insee |
| ----------------------------------------------------------------------------------------- | ----------------- | ----------- | ---------- |
| Le Mans                                                                                   | 20 744 (1)        | 72000       | 72181      |
| (1) La fraction de commune située sur ce canton (population municipale totale : 143 813). |                   |             |            |

À la suite du redécoupage des cantons pour 2015, la commune du Mans est répartie entre sept cantons (Le Mans-1 à Le Mans-7). L'ensemble du canton du Mans-Centre est intégré au canton du Mans-3, à l'exception de la petite partie entre la rue Bollée et la ligne Paris-Le Mans, à l'est du boulevard Nicolas-Cugnot, qui est intégrée au canton du Mans-4.

### Ancienne commune
L'ancienne commune de Sainte-Croix, absorbée en 1855 par Le Mans, était partiellement comprise dans le canton du Mans-Centre.

## Démographie
| 1968 | 1975 | 1982 | 1990   | 1999   | 2006   | 2011   | 2012   |
| ---- | ---- | ---- | ------ | ------ | ------ | ------ | ------ |
| -    | -    | -    | 19 715 | 21 074 | 21 645 | 20 908 | 20 744 |